# Europeada 2012
Europeada 2012 blev arrangeret af sorberne i Lausitz i det sydøstlige Tyskland. I alt 19 hold fra 12 forskellige europæiske lande deltog ved turneringen. Protektor for Europeada 2012 var Sachsens ministerpræsident og sorberen Stanislaw Tillich. Turneringen blev blandt andet sponsoreret af Vattenfall og det tyske indenrigsministerium. Mediepartner var Mitteldeutscher Rundfunk. Lodtrækningen til gruppespillet fandt sted den 1. december 2011 i Berlin.
Europamester blandt de nationale mindretal blev igen sydtyrolerne. Holdet fra Sydtyrol vandt finalen i Bautzen (sorbisk: Budyšin) foran 1700 tilskuere med 3-1 mod romaerne fra Ungarn. Kroaterne fra Serbien fik et tredjeplads efter en 1-0-sejr over slovenerne fra Kärnten/Østrig . 
De deltagende hold i 2012 var :
| Gruppe A                     | Gruppe B                | Gruppe C                 | Gruppe D                            | Gruppe E                   |
| ---------------------------- | ----------------------- | ------------------------ | ----------------------------------- | -------------------------- |
| Sorberne                     | Roma i Ungarn           | Nordfriserne             | Sydtirolerne                        | Danske sydslesvigere       |
| Tyskerne i Polen             | Tyskerne i Rusland      | Kroaterne i Serbien      | Tyske nordslesvigere (meldte afbud) | Zimbrerne i Italien        |
| Slovenerne i Østrig          | Rætoromanerne i Schweiz | Vestthrakierne i Tyrkiet | Tyskerne i Ungarn                   | Waliserne i Storbritannien |
| Mindretalsudvalg fra Estland | Slovakerne i Ungarn     | Ladinerne i Italien      | Karatschai i Rusland                | Okzitanerne i Frankrig     |